# 7人制ラグビー男子ナミビア代表
7人制ラグビー男子ナミビア代表（英語: Namibia national rugby sevens team）は、国際大会に派遣される7人制ラグビーの男子ナミビア代表チームである。

## 歴史
1993年、第1回のラグビーワールドカップセブンズで初出場。
その後2006年、2006年コモンウェルスゲームズ7人制ラグビー競技出場。

## 成績

### 夏季オリンピック
| 年   | ラウンド  | 順位     | 試       | 勝       | 負       | 分       |
| ---- | --------- | -------- | -------- | -------- | -------- | -------- |
| 2016 | 出場なし  | 出場なし | 出場なし | 出場なし | 出場なし | 出場なし |
| 2021 | 出場なし  | 出場なし | 出場なし | 出場なし | 出場なし | 出場なし |
| 計   | 優勝 0 回 | 0/2      | 0        | 0        | 0        | 0        |

### ワールドカップ
| 年   | ラウンド             | 順位     | 試       | 勝       | 負       | 分       |
| ---- | -------------------- | -------- | -------- | -------- | -------- | -------- |
| 1993 | グループステージ敗退 | 21       | 5        | 1        | 4        | 0        |
| 1997 | ボウル準々決勝敗退   | 21       | 5        | 0        | 5        | 0        |
| 2001 | 出場なし             | 出場なし | 出場なし | 出場なし | 出場なし | 出場なし |
| 2005 | 出場なし             | 出場なし | 出場なし | 出場なし | 出場なし | 出場なし |
| 2009 | 出場なし             | 出場なし | 出場なし | 出場なし | 出場なし | 出場なし |
| 2013 | 出場なし             | 出場なし | 出場なし | 出場なし | 出場なし | 出場なし |
| 2018 | 出場なし             | 出場なし | 出場なし | 出場なし | 出場なし | 出場なし |
| 計   | 優勝 0回             | 2/7      | 10       | 1        | 9        | 0        |